# Sheldon Brown

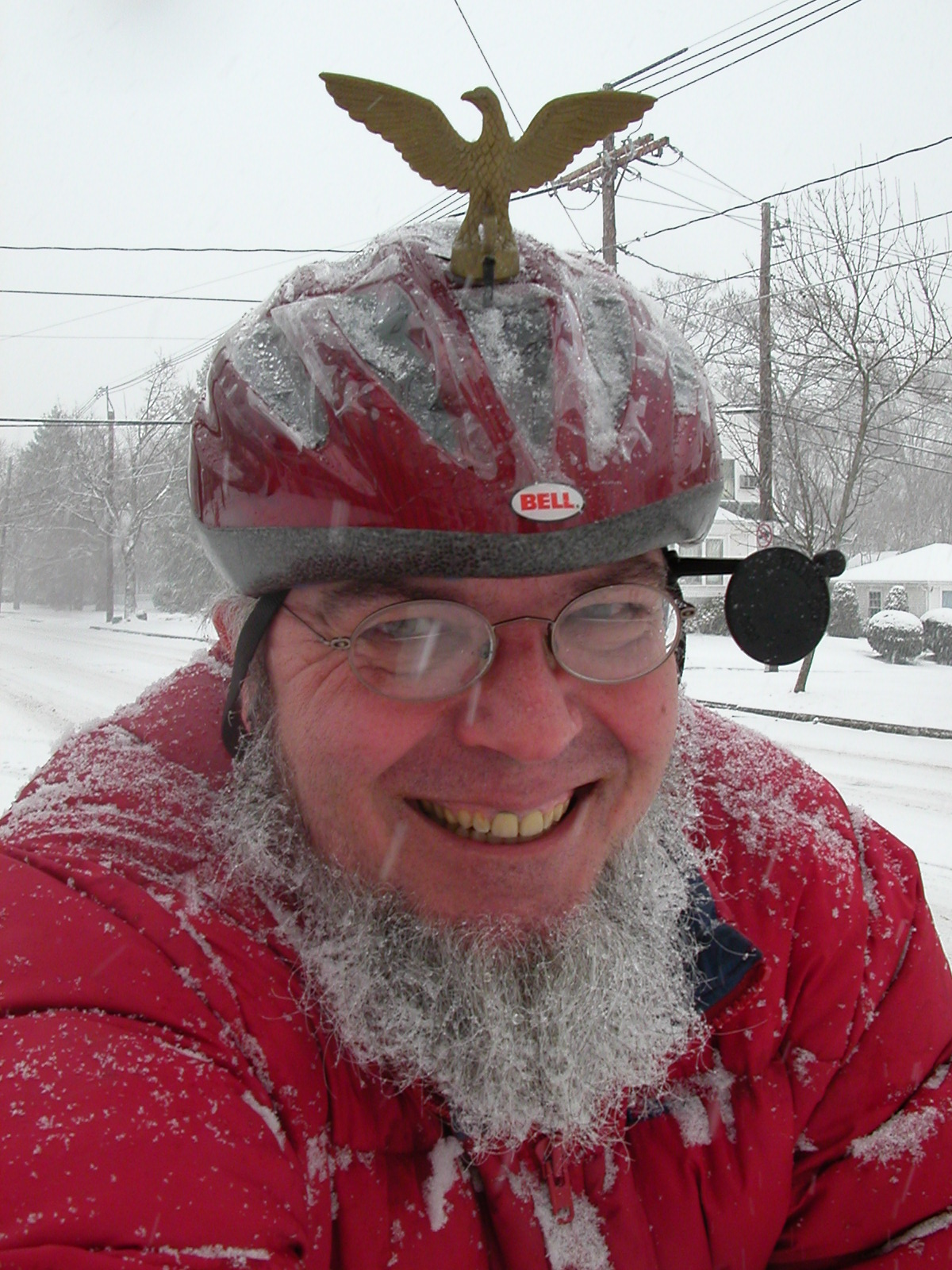
Sheldon Brown

Sheldon Brown (ur. 14 lipca 1944 r., w Bostonie, zm. 3 lutego 2008 r., tamże) – amerykański mechanik i publicysta rowerowy. Autor i prowadzący znaną stronę internetową poświęconą tematyce rowerowej. Był pracownikiem sklepu rowerowego w West Newton w stanie Pensylwania. Twórca kilkuset poradników i artykułów o tematyce rowerowej, członek wielu forów internetowych oraz autor nowatorskich rozwiązań technicznych.